# Gmina Koška
Gmina Koška (chorw. Općina Koška) – gmina w Chorwacji, w żupanii osijecko-barańskiej.

## Miejscowości i liczba mieszkańców (2011)
- Andrijevac – 155
- Branimirovac – 95
- Breznica Našička – 617
- Koška – 1525
- Ledenik – 189
- Lug Subotički – 335
- Niza – 432
- Normanci – 324
- Ordanja – 162
- Topoline – 146